# José Santos Loredo Tenorio
José Santos Loredo Tenorio (Portezuelo, San Luis Potosí, 1960) es un político mexicano, miembro del Partido Acción Nacional, que se desempeña como Presidente Municipal de Cerro de San Pedro, San Luis Potosí, México en el período 2009 - 2012.
Nacido en la localidad de Portezuelo, Cerro de San Pedro, San Luis Potosí
Orfebre y Político mexicano con filiación política al Partido Acción Nacional.
Tesorero Municipal en el trienio de Carlos Escalante de 1994 - 1997.
Participó dos veces por la alcaldía del Municipio de Cerro de San Pedro logrando el triunfo el 5 de julio de 2009 después de una apretada contienda.